# Crèvecœur-le-Grand
Crèvecœur-le-Grand là một xã thuộc tỉnh Oise trong vùng Hauts-de-France tây bắc nước Pháp. Xã này nằm ở khu vực có độ cao trung bình 176 mét trên mực nước biển.